# Hervormde Kerk (De Koog)
Hervormde Kerk is een kerkgebouw aan de Dorpsstraat 168 in De Koog op Texel. Het werd gebouwd in 1719 ter vervanging van een in de zee verdwenen middeleeuwse kerk. Samen met het huis ernaast is deze kerk het laatste restant van het dorp van vóór 1900. Het zaalkerkje is gemaakt van hergebruikte bakstenen. Boven de voorgevel bevindt zich een klokkenkoepeltje. Het ingangsportaal is toegevoegd bij een verbouwing in 1928. De kerk heeft een mechanisch torenuurwerk uit de 17e eeuw, voorzien van elektrische opwinding. De klok stamt uit de 18e eeuw. 
Sinds 1976 staat de kerk als rijksmonument ingeschreven in het monumentenregister.

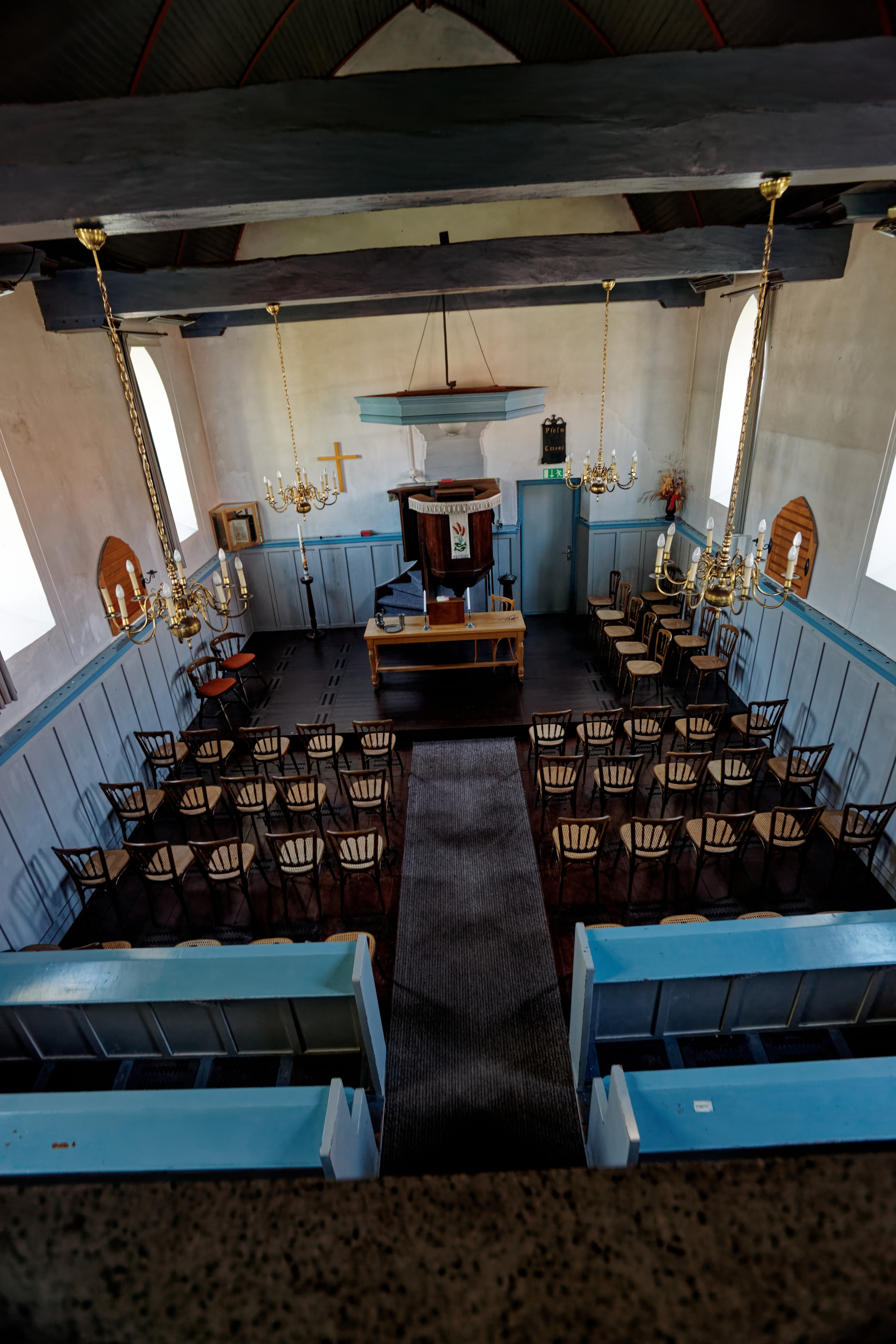
Interieur.